# Ingrid Goltzsche-Schwarz
Ingrid Goltzsche-Schwarz (geb. Schwarz; * 16. Juni 1936 in Berlin; † 30. Juli 1992 ebenda) war eine deutsche Grafikerin und Illustratorin.

## Leben und Werk
Ingrid Schwarz war die Tochter einer Sängerin und gelernten Buchbinderin und eines Ingenieurs für Hochfrequenztechnik. Von 1942 bis 1951 besuchte sie die Volksschule in Berlin-Adlershof. Schon mit acht Jahren gestaltete sie für ihren zweijährigen Bruder ein Kinderbuch mit Bildern und Versen. Ab 1951 nahm sie Unterricht im Porträtzeichnen bei Eberhard Tacke (1903–1989). Von 1951 bis 1954 machte sie eine Lehre als Chemigraph. Sie erkrankte von den Chemikalien schwer, musste die Lehre abbrechen und wurde für zwei Jahre berentet. Ab 1957 arbeitete sie in der Werbe- und Rezensionsabteilung des Akademie-Verlags in Berlin. Ab 1960 besuchte sie den von Dieter Goltzsche geleiteten Zirkel für bildnerisches Volksschaffen und ab 1962 nahm sie Privatunterricht bei Goltzsche und Charlotte E. Pauly. 1961 heiratete sie Goltzsche. Die Ehe hielt bis 1970. Ab 1961 arbeitete sie in der Universum-Buchhandlung in Berlin-Köpenick. Von 1966 bis 1968 machte sie an der Deutschen Buchhändler-Lehranstalt in Leipzig im Fernstudium eine Facharbeiter-Ausbildung als Buchhändlerin. Danach war sie bis 1973 Geschäftsleiterin der Universum-Buchhandlung. Ab 1973 arbeitete sie freischaffend als Grafikerin. Jeweils in der Saison verdingte sie sich als Buchhändlerin in der „Bunten Stube“ in Ahrenshoop. Dort ließ sie sich für ihre künstlerische Arbeit von der eigenwilligen Landschaft des Darß inspirieren. Ab 1974 nahm sie an internationalen Pleinairs teil, unternahm sie Studienreisen ins Ausland und hatte sie eine bedeutende Anzahl von Einzelausstellungen und Ausstellungsbeteiligungen in der DDR und im Ausland. 1976 wurde Ingrid Goltzsche-Schwarz Mitglied des Verbandes Bildender Künstler der DDR. Ihr Mentor war Hans Vent. 1976 bis 1978 hatte sie ein Förderstipendium des Magistrats von Berlin. Ab 1976 wendete sie sich insbesondere dem Farblinolschnitt zu. „Großformatige Farblinolschnitte … wurden so etwas wie ihr Markenzeichen und sowohl von Museen als auch von privaten Sammlern gern erworben“. 1979 arbeitete sie in Jena mit Ulli Wittich-Großkurth zusammen. Ingrid Goltzsche-Schwarz hatte engen Kontakt zu Charlotte E. Pauly, deren Atelier sie nach deren Ableben übernahm. Vor allem von 1982 bis 1988 betätigte sie sich als Buchillustratorin.
Sie hatte in der DDR und im Ausland eine große Zahl von Einzelausstellungen und Ausstellungsbeteiligungen, u. a. an 1972/1973 und 1987/1988 an der VII. und X. Kunstausstellung der DDR in Dresden, und nahm an internationalen Pleinairs teil.
1992 erkrankte Ingrid Goltzsche-Schwarz an Krebs, woran sie wenig später verstarb.

## Ehrungen (Auswahl)
- 1984: Ehrung im Wettbewerb „Schönstes Buch des Jahres“ (Farbholzschnitte zu Marja Leena Mikkola „Amalia die Bärin“)
- 1985: 1. Preis im Wettbewerb „100 Grafiken für den Frieden“ der Galerie am Prater, Berlin (für fünf Grafiken zu Gedichten von Marianne Schefter)
- 2008: Benennung einer Straße in Berlin-Friedrichshagen nach Ingrid Goltzsche-Schwarz

## Darstellung Ingrid Goltzsche-Schwarz‘ in der bildenden Kunst
- Walter Weiße: Ingrid Goltzsche-Schwarz in Freyburger Landschaft (1979, Aquarell; Kulturstiftung Sachsen-Anhalt im Museum Schloss Neuenburg)[2]

## Museen und öffentliche Sammlungen mit Werken Ingrid Schwarz-Goltzsches (unvollständig)
- Berlin: Kupferstichkabinett
- Berlin: Kunstsammlung Pankow[3]
- Leipzig: Deutsche Bücherei
- Senftenberg: Schlossmuseum
- Weimar: Goethe-Schiller-Sammlungen

## Weitere Werke (Auswahl)

### Druckgrafik
- Arkadien am Müggelsee (1986, Farblinolschnitt; auf der X. Kunstausstellung der DDR)[4]

### Buchillustrationen
- Marja-Leena Mikkola: Amalia die Bärin. Ein Märchen aus Finnland. Verlag Volk und Welt, Berlin, 1983 (mit Reproduktionen von 16 Farblinolschnitten)
- Peter Röske (Hrsg.): Gedichte von Jörg Niebelschütz. Kulturbund der DDR, 1989 (mit 6 originalen Farbradierungen; erschien anlässlich des 15. Berliner Graphikmarktes der Pirckheimer Gesellschaft)
- Gedichte von Martha Weber. Kulturbund der DDR, 1989 (mit 6 originalen Farbradierungen; erschien anlässlich des 15. Berliner Graphikmarktes der Pirckheimer Gesellschaft)
- Gedichte von Marianne Schefter. Kulturbund der DDR, 1989 (mit 6 originalen Farbradierungen; erschien anlässlich des 15. Berliner Graphikmarktes der Pirckheimer Gesellschaft)

## Einzelausstellungen (Auswahl)
- 1981 Ahrenshoop, Bunte Stube
- 1984 Berlin, Galerie Mitte (Farblinolschnitte und Zeichnungen)
- 1986 Berlin, Galerie am Prater
- 1989 Weimar, Galerie im Cranachhaus (mit Ulli Wittich-Großkurth)
- 1989 Berlin, Galerie im Kreiskulturhaus Peter Edel (mit Claudia Borchers und Marika Voß)
- 1992 Berlin, Galerie Inselstraße 13 (mit Christa Wahl und Regina Fleck)
- 1996 Eberswalde, Kleine Galerie
- 1997 Berlin, Inselgalerie (mit Heinrich Harry Deierling und Toni Florence Mau)

- 1997 Berlin, Haus am Myliusgarten („Hommage à Ingrid Goltzsche-Schwarz“–Farbholzschnitte, Aquarelle und Radierungen)
- 2016 Berlin, Druck-Graphik-Atelier (zum 80. Geburtstag)